# Acerpenna akataleptos
Acerpenna akataleptos är en dagsländeart som först beskrevs av Mcdunnough 1926.  Acerpenna akataleptos ingår i släktet Acerpenna och familjen ådagsländor. Inga underarter finns listade i Catalogue of Life.